# 瓦勒代唐松
瓦勒代唐松（法語：Val-d'Étangson，法語發音：[val detɑ̃sɔ̃]）是法国萨尔特省的一个市镇，属于马梅尔斯区。该市镇于2019年由原市镇埃瓦耶和圣奥斯马娜合并而成，行政中心位于埃瓦耶。

## 地名
“瓦勒代唐松”（Val-d'Étangson）一名在法语中意为“埃唐松之谷”，而“埃唐松”（Étangson）则是由流经该地的埃唐索尔河（Étangsort）和蒂松河（Tusson）的名称中各取一部分合并而成。

## 地理
瓦勒代唐松（47°53'39.67"N, 0°37'10.93"E）面积31.31 平方千米，位于法国卢瓦尔河地区大区萨尔特省，该省份为法国西北部内陆省份，北起顺时针与奥恩省、厄尔-卢瓦省、卢瓦-谢尔省、安德尔-卢瓦尔省、曼恩-卢瓦尔省和马耶讷省接壤，是法国大西部的入口，连接卢瓦尔河谷、布列塔尼和巴黎盆地。
与瓦勒代唐松接壤的市镇（或旧市镇、城区）包括：埃科尔潘、圣塞罗特、旺塞、卢瓦昂瓦莱、圣乔治德拉库埃、蒙特勒伊勒亨利、迈松塞勒。
瓦勒代唐松的时区为UTC+01:00、UTC+02:00（夏令时）。

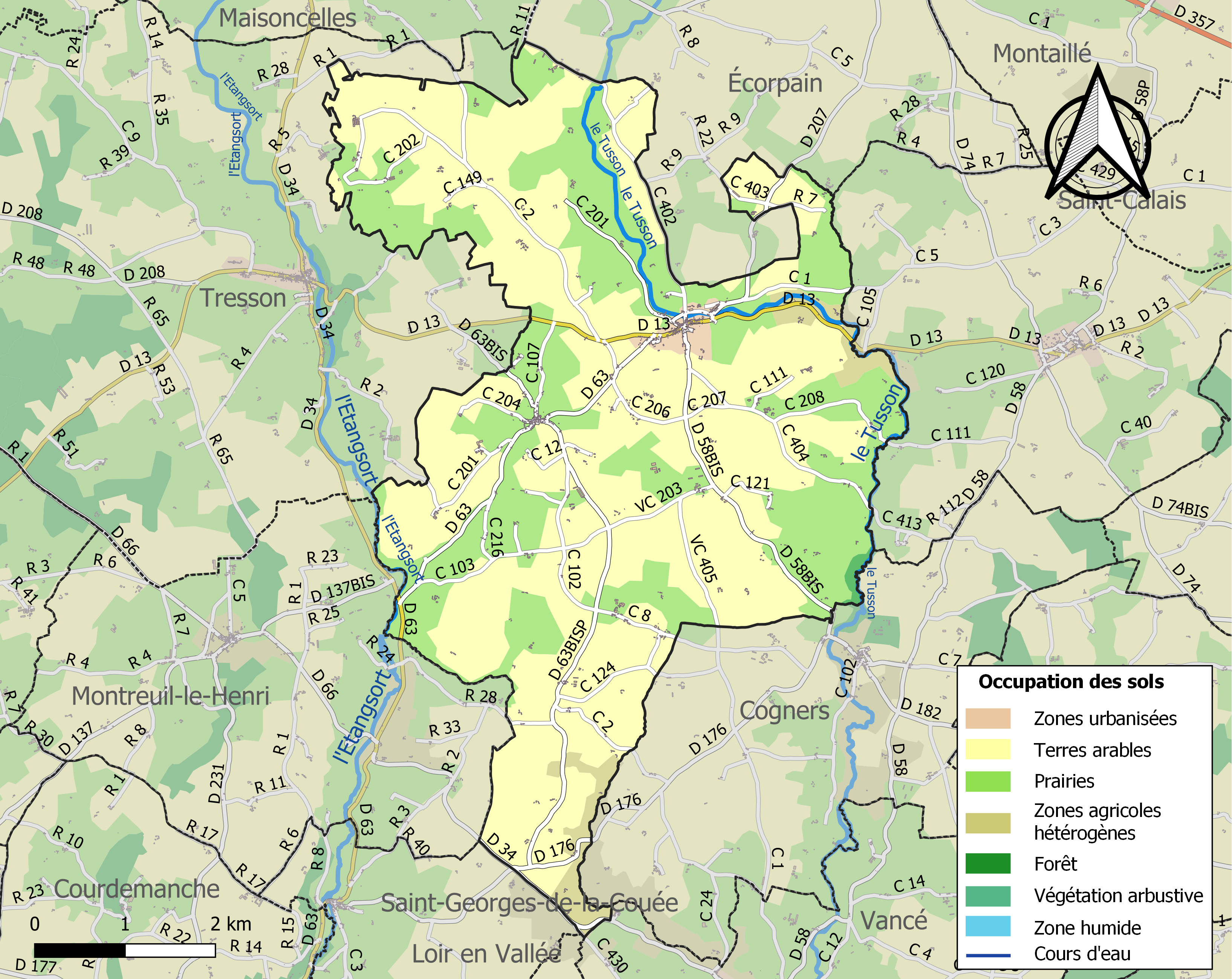
瓦勒代唐松的OSM定位图

## 行政
瓦勒代唐松的邮政编码为72120，INSEE市镇编码为72128。

## 政治
瓦勒代唐松所属的省级选区为圣卡莱县。

## 人口
瓦勒代唐松于2022年1月1日时的人口数量为526人。